# Podkraj (Žalec)
Podkraj (Duits: Podkrei) is een plaats in Slovenië en maakt deel uit van de gemeente Žalec in de NUTS-3-regio Savinjska. De plaats telde 218 inwoners op 1 januari 2020.